# Oman aux Jeux olympiques d'été de 1996
Oman a envoyé 4 athlètes aux Jeux olympiques de 1996 à Atlanta aux États-Unis.

## Résultats

### Athlétisme
200 m Hommes
- Mohamed Al-Houti : 1er tour : 21 s 10

### Cyclisme
Course sur route
- Youssef Khanfar Al-Shakali : N'a pas terminé

### Tir
Carabine à air comprimé Hommes 10 m
- Khalifa Al-Khatry : 37e place

Carabine couché à 50 m Hommes (petit calibre)
- Khalifa Al-Khatry : 50e place

### Natation
1500 m nage libre Hommes
- Rashid Salim Al-Ma'Shari: 34e place (18 min 11 s et 59 centièmes)